# Campiglossa granulata
Campiglossa granulata este o specie de muște din genul Campiglossa, familia Tephritidae. A fost descrisă pentru prima dată de Munro în anul 1957. Conform Catalogue of Life specia Campiglossa granulata nu are subspecii cunoscute.